# The Man in the Blue Flannel Pants
«The Man in the Blue Flannel Pants» (рус. Человек в голубых фланелевых штанах) — седьмой эпизод двадцать третьего сезона мультсериала «Симпсоны», который вышел на телеканале «FOX» 27 ноября 2011 года.

## Сюжет
В доме Симпсонов устраивают вечеринку, чтобы прорекламировать новый алкогольный напиток клоуна Красти «Красти Абсолют». Мистеру Бёрнсу нравится вечеринка, и он повышает Гомера в должности. Теперь Гомер — менеджер по работе с клиентами. Роберт Марлоу, бывший менеджер, показывает Гомеру, какова жизнь в роскошном офисе. Из-за новой работы Гомер становится грустной личностью, он пьёт по ночам и жалуется на бессмысленность работы. В это время Лиза хочет, чтобы Барт прочитал ей книгу «Маленькие женщины», но оказывается, что он еле-еле читает по слогам и хочет работать там, где читать не надо. Лиза обучает Барта чтению, и вскоре тот начинает отчетливо читать. Хулиганы застают его за чтением «Маленьких женщин», и силой заставляют Барта читать им эту книгу.
Мардж и Бёрнс по отдельности приглашают Гомера на сплав по реке. Гомеру приходится сначала находиться на плоту семьи, а потом переплывать на плот Бёрнса. Мардж узнаёт об этом, в то время как оба плота находятся на краю водопада. Гомер удерживает плот с семьёй, а Бёрнса спасает Марлоу на скутере, тогда как руководители падают вниз. Позже, в доме Симпсонов, Гомер говорит Мардж, что он снова инспектор по безопасности. На улице срабатывают фейерверки, что вызвано пожаром на АЭС.

## Отношение критиков
Эпизод, в основном, был оценён критиками положительно. Джоселин В из «Daemon’s TV» сделал вывод, что хотя эпизод был «не таким уж смешным, но всё-таки довольно интересным». Хайден Чайлдс из «The A.V. Club» дала эпизоду оценку B-, сказав, что он «не такой уж и смешной, но не такой уж и плохой», а также высоко оценила сюжетную линию. Аналогичным образом, Джейсон Хьюз из «AOL TV» прокомментировал, что «хоть эпизод был довольно трогательным, но никаких шуток и неожиданных поворотов там не было».